# Arrow (Schiff, 1930)
Die HMS Arrow (H42) war ein 1930 in Dienst gestellter Zerstörer der A-Klasse der britischen Royal Navy, der im Zweiten Weltkrieg verloren ging.
Der Zerstörer wurde mit den Battle Honours „Atlantic 1940-43“, „Norway 1940“, „North Sea 1942“, „Lybia 1942“, „Malta Convoys 1942“ und „Sicily 1943“ ausgezeichnet.
Am 4. August 1943 lag der Zerstörer im Hafen von Algier, als in seiner unmittelbaren Nähe ein Munitionsschiff explodierte. Der Zerstörer geriet auch in Brand und wurde schwer beschädigt und nicht mehr repariert. Das abgerüstete Wrack wurde 1949 in Tarent abgebrochen.

## Geschichte
Das Schiff lief am 22. August 1929 als Teil der ersten Zerstörerklasse der Royal Navy, die nach dem Ende des Ersten Weltkriegs gebaut wurde, bei Vickers-Armstrong in Barrow-in-Furness, Cumbria, vom Stapel. Dieser Zerstörer war die einzige Einheit der Klasse, die auf der Werft in Barrow gefertigt wurde. Die Erfahrungen mit den zwei vorher gebauten Prototypen Ambuscade von Yarrow und Amazon von Thornycroft flossen in die Planung und den Bau Einheiten der neuen Klasse ein. Der Neubau war das siebente Schiff der Royal Navy mit dem Namen Arrow. Zuletzt hatte ihn ein eisernes Kanonenboot der Ant-Klasse von 1871 bis 1922 geführt. Der neue Zerstörer wurde am 14. April 1930 in Dienst gestellt.
Die Arrow ersetzte zunächst gemeinsam mit ihren Schwesterschiffen in der 3. Zerstörerflottille bei der Mittelmeerflotte ältere Zerstörer der V- und W-Klasse. Die Zerstörer der A-Klasse wurden dann 1937 durch die neuen Zerstörer der I-Klasse ersetzt. Im Juni 1937 kam die Arrow zur Reserve in der Nore und diente dann ab März 1938 in Portsmouth als Artillerieschulschiff.

### Kriegseinsätze
Bei Kriegsbeginn wurde das Schiff der 18. Zerstörer-Flottille im Ärmelkanal zugeteilt. Zu den Aufgaben gehörte die Sicherung von Geleitzügen in diesem Bereich, wozu insbesondere auch die Truppentransporte nach Frankreich zu rechnen waren. Im Januar 1940 wurde der Zerstörer der 16. Zerstörer-Flottille zugeteilt und sicherte mit den Schwesterschiffen Achates und Anthony das Schlachtschiff Royal Sovereign im Kanal, das dann allein mit einer Goldladung nach Kanada lief. Ende Januar musste der Zerstörer wegen häufig auftretender Maschinenproblemen in eine Werft und war erst mit März 1940 wieder einsatzbereit.
Im April 1940 wurde der Zerstörer bei der versuchten Abwehr der deutschen Landung in Norwegen (Unternehmen Weserübung) zur Deckung von Schiffen der Home Fleet in der 12. Zerstörer-Flottille eingesetzt. Am 26. April 1942 stellt die Arrow vor dem Romsdalsfjord den als holländischen Fischdampfer getarnten deutschen Trawler Schiff 37 (ex Schleswig, 433 BRT), der versuchte, den Zerstörer zu rammen. Die Briten versenken das Schiff und überprüften weitere Fischdampfer. Dabei gelang es gemeinsam mit den Zerstörern Acheron und Griffin noch am gleichen Tag das deutsche Vorpostenboot „Schiff 26“ zu kapern, das getarnt unter niederländischer Flagge als „Polares“ fuhr. Es wurden äußerst wertvolle geheime Codebücher und Schlüsselzettel erbeutet. Dies erlaubte den britischen Codebreakers von Hut 8 (Baracke 8) im englischen Bletchley Park den Einbruch in den deutschen Marinefunkschlüssel.
Am 7. Juni lief die Arrow im Rahmen der Evakuierung von Narvik durch die Alliierten zusammen mit dem Zerstörer Veteran, der Sloop Stork und zehn bewaffneten Trawlern aus Harstad aus, um den langsamen Konvoi mit den Frachtern und Tankern Blackheath, Oligarch, Harmattan, Cromarty Firth, Theseus, Acrity, Cotswold und Conch zu sichern.
Das Schiff wurde dann zur 3. Zerstörerflottille überstellt, die wiederum mit dem Geleitdienst im Ärmelkanal und der westlichen Biskaya betraut war. Anfang 1942 war der Zerstörer mit der Force H im Mittelmeer im Einsatz. Er diente als Eskorte für Flugzeugträger, von denen Jagdflugzeuge nach Malta geflogen wurden, und für Konvois, die meist Kriegsmaterial für die britischen Truppen in Nordafrika und Versorgungsgüter für Malta transportierten. Einige Monate später wurde das Schiff der British Eastern Fleet in Trincomalee, Ceylon, zugewiesen. Bei der japanischen Attacke im Indischen Ozean wurde es als Deckung für die Gruppe 2 eingesetzt, die aus den langsameren Einheiten der Flotte bestand.
Nach einem kurzen Einsatz im Südatlantik gegen deutsche Langstrecken-U-Boote wurde die HMS Arrow im Jahre 1943 dann wieder im Mittelmeer mit der 13. Zerstörerflottille verwendet. Bei der Operation Husky, der alliierten Landung auf Sizilien im Juli 1943, unterstützte das Schiff mit seiner Artillerie die Landung der britischen Einheiten.

### Das Ende derArrow
Am 4. August 1943 lag der Zerstörer im Hafen von Algier, als in seiner unmittelbaren Nähe das französische Munitionsschiff Fort Le Montée explodierte. Die Arrow geriet in Brand und wurde durch die Explosion schwer beschädigt. Über 30 Besatzungsmitglieder verloren ihr Leben durch den Unfall. Der beschädigte Zerstörer wurde im September nach Gibraltar geschleppt, wo nur eine Notreparatur erfolgte, um das Schiff zu einem Ort schleppen zu können, wo eine Reparatur möglich wäre. Im November erfolgte dann die Verlegung nach Tarent. Untersuchungen ergaben, dass eine Reparatur mit vertretbarem Aufwand unter Berücksichtigung von Alter und Erhaltungszustand des Schiffes nicht mehr sinnvoll sei. Ab Oktober 1944 wurden dann noch brauchbare Ausrüstungsgegenstände der Arrow entfernt. Erst im Januar 1949 wurde der Zerstörer abgebrochen.